# AEP-Informationen
Die AEP-Informationen. Feministische Zeitschrift für Politik und Gesellschaft gilt als eine der ersten feministischen Periodika in Österreich. Sie wird seit 1974 vom Innsbrucker Verein Arbeitskreis Emanzipation und Partnerschaft herausgegeben und verlegt. Chefredakteurin ist die Juristin und Politologin Monika Jarosch.